# البلوغنج

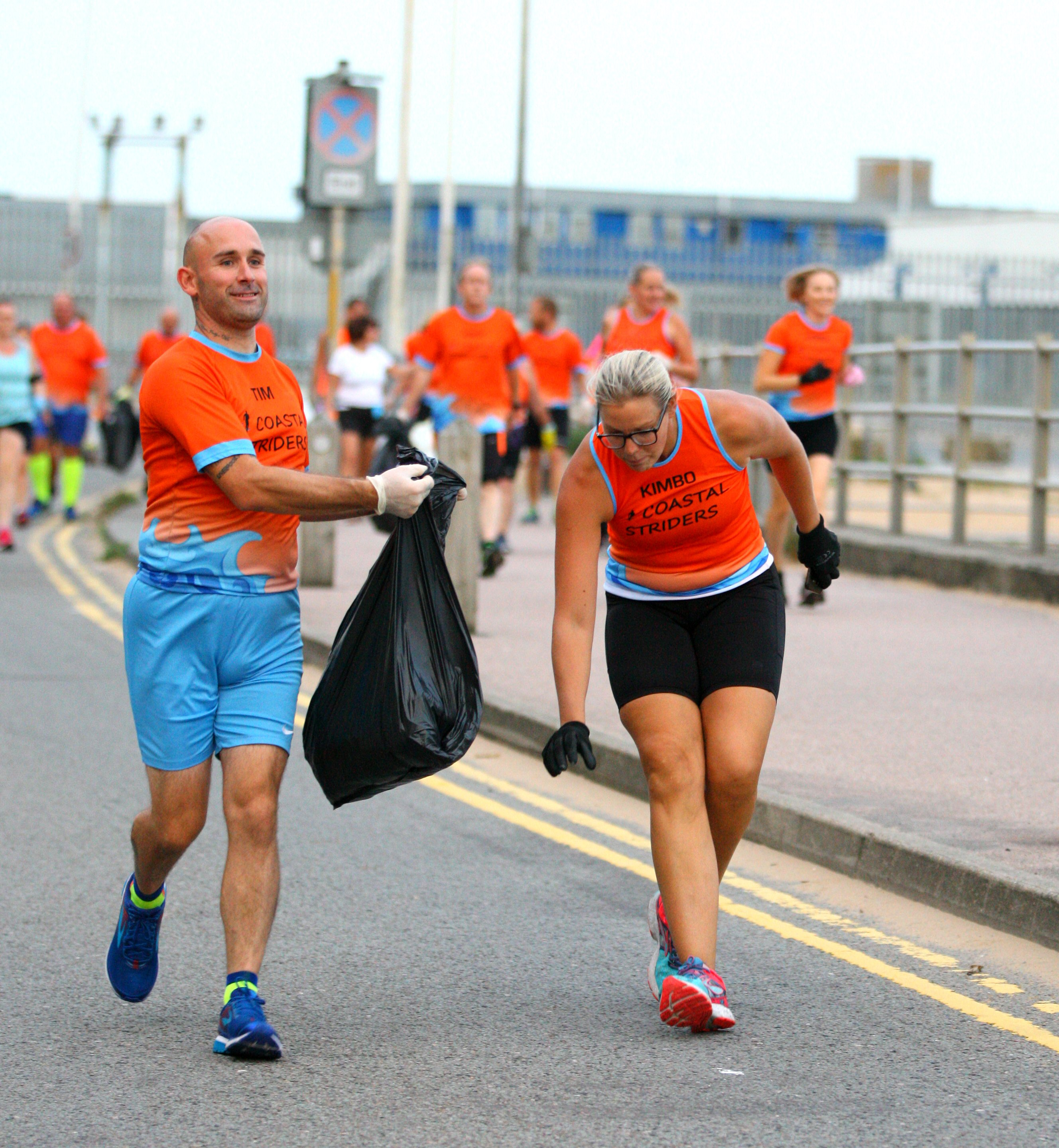

البلوغنج (بالسويدية: Plogging) هو مصطلح يصف عملية القيام بالهرولة وجمع النفايات في نفس الوقت، (اصل الكلمة نتج من جمع الكلمة السويدية Plocka (جني)  وكلمة Jogga (يجري بيطء)). بدأت هذه العملية كنشاط منظم في عام 2016 في السويد وانشر لبلدان أخرى في عام 2018 مع ازدياد الاهتمام بموضوع التلوث البلاستيكي. يضم البلوغنج كتمرين رياضي مجموعة من الحركات الجسدية المتنوعة كالثني، القرفصاء، والمرونة اثناء القيام بالتمرين الرئيسي كالهرولة أو المشي.

## أمثلة ومبادرات
كان إريك أهلستروم هو أول من بدأ بالبلوغنج في العاصمة السويدية ستوكهولم وأسس الموقع الإلكتروني Plogga لتنظيم النشاط وتشجيع المتطوعين.
وفي مدينة لقنت الإسبانية بدأت المبادرة تحت اسم (Plogging Revolution) بهدف نشر هذه المبادرة في جميع انحاء إسبانيا وتشجيع الناس على الرياضة والاهتمام بالتلوث البيئي.
وقام الكاتب ديفيد سيدارس بالتمرين في مقاطعات مدينة برهام عن طريق القيام ب 60000 خطوة باليوم لجمع النفايات. وقد ساعد على المحافظة على نظافة الحي الذي يعيش فيه مما دفع السلطات المحلية بتسمية إحدى عربات النفايات باسمه تكريما لجهوده.
وتقوم منظمة حافظ على جمال أمريكا [الإنجليزية] بتشجيع شركائها على البلوغنج، فوجدت العديد منهم يقوم بجمع التمارين مع التنظيف. كبرنامج (Trashercize) في ولاية تنيسيي وفي ولاية نيويورك. وفي عام 2018 في إنديانابوليس وكجزء من مشروع نوفمبر تم تنظيم فعالية صيفية للبلوغنج بالتعاون مع حافظ على جمال أمريكا [الإنجليزية]، وقد أعتمد المنظمون في اليوم الوطني للتنظيف [الإنجليزية] البلوغنج كطريقة للتنظيف والمحافظة على المناطق الخارجية. بالإضافة قامت مجموعة (Fit4Good) في أوكلاند ِبتنظيم حملة أسبوعية لالتقاط النفايات من بحيرة Merritt.
وفي الهند قام رئيس الوزراء للهند ناريندرا مودي بالبلوغنج ليكون قدوة لبدأ مبادرة Swachh Bharat Mission ‏ لتنظيف الهند. وفي المدينة بونه تأسست مجموعة (Pune Ploggers) وهي أكبر تجمع لالبلوغنج بمدينة واحدة حيث قامت بتنظيم أكثر من 500 حملة في مختلف مناطق بيونه وجمعوا أكثر من أربعين ألف كيلوغرام من البلاستيك، وفي ديسمبر 2019 قاموا بتنظيم حدث ضخم بمشاركة مئة وخمسة ألاف شخص لينجحوا بجمع تسعة عشر ألف كيلوغرام من النفايات في ساعة واحدة فقط. وفي مدينة كولار الهندية قامت مبادرة (Go Plog) بجمع ستة عشر طنا من النفايات الجافة، فهم ينظمون حملة شهرية يشارك بها الطلاب والمسؤولون في الإدارة المحلية.